# Cramchaban
Cramchaban település Franciaországban, Charente-Maritime megyében. Lakosainak száma 648 fő (2022. január 1.). Cramchaban Benon, La Grève-sur-Mignon, La Laigne, Saint-Pierre-d’Amilly, Mauzé-sur-le-Mignon, Prin-Deyrançon és Saint-Hilaire-la-Palud községekkel határos.

## Népesség
A település népességének változása:
| Lakosok száma | 619  | 534  | 516  | 554  | 639  | 654  | 655  | 650  | 648  | 648  |
|               | 1968 | 1982 | 1990 | 2006 | 2013 | 2015 | 2017 | 2019 | 2020 | 2022 |